# 家畜車 (鐵路)

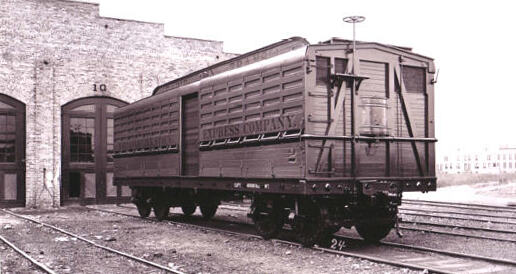
19世纪末期，普爾曼公司早期家畜車設計

在鐵路術語中，家畜車（英語：Stock car）是一種用於將家畜（不是屍體）運送到市場的鐵路車輛。傳統的家畜車類似於棚車，帶有百葉窗而不是實心車側（有時是車尾），以提供通風；牲口車可以是單層的，用於大型動物，如牛或馬，也可以有兩層或三層，用於小型動物，如羊、豬和家禽。已經建造了專門類型的牲口車來運輸活魚以及貝類和馬戲團的動物，如駱駝和大象。由於動物被長途拖運，死亡率可能相當高。直到1880年代，馬瑟家畜車公司和其他公司推出“更人性化”的家畜車時，改進的技術和更快的運輸時間大大減少了家畜的死亡數量。

## 初步使用
自1830年代以來，有軌車輛就被用來運輸牲畜。美國的第一批貨物是通過巴爾的摩和俄亥俄鐵路運送的，採用半開放式通用敞篷車廂。 此後，直到1860年，大部分貨物都是通過裝有開放式結構鐵柵門進行通風的傳統棚車進行的。一些公司建造了“組合”車廂，可用於運載活體動物和傳統貨物。